# Robert Goebbels

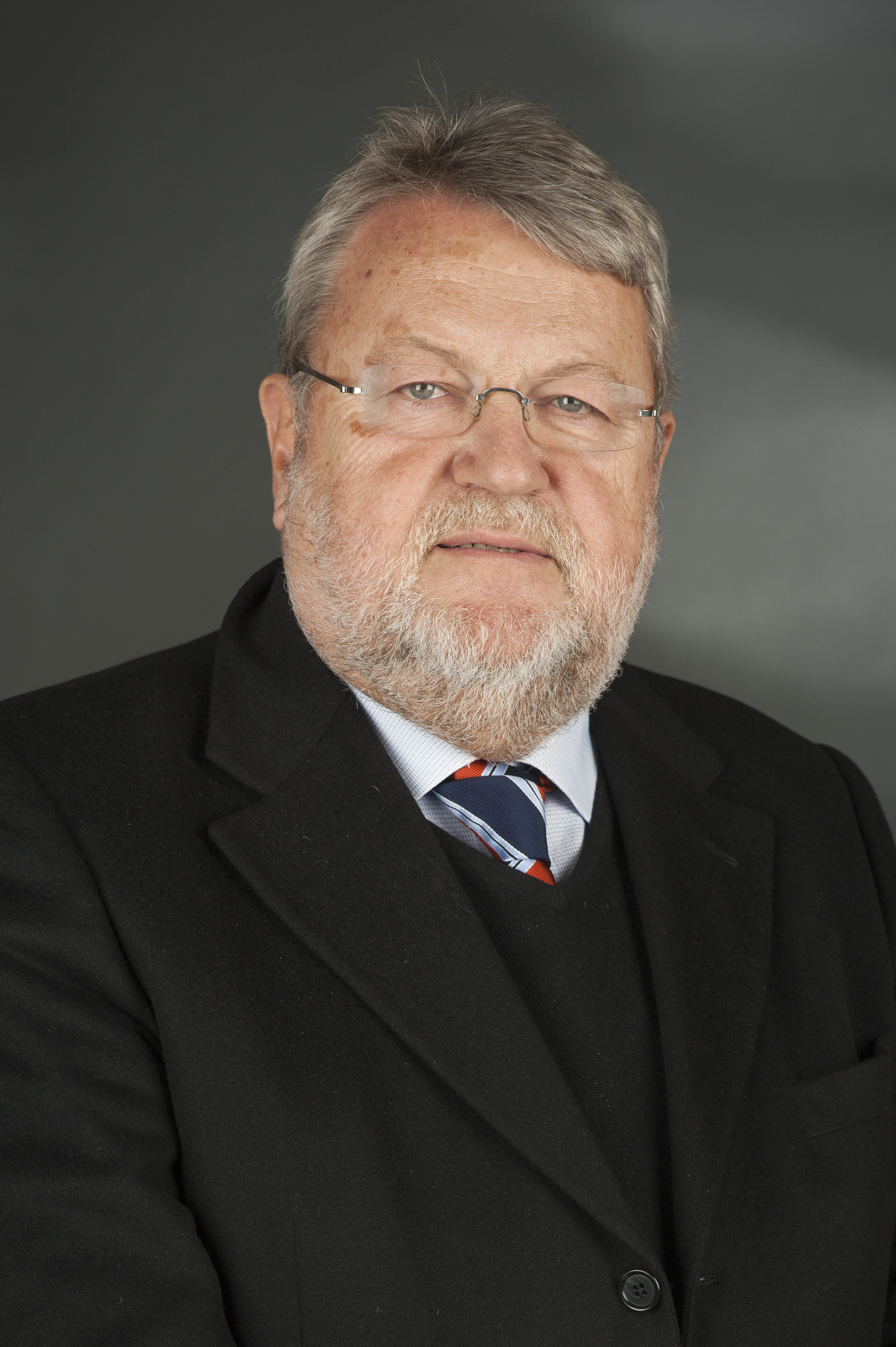
Robert Goebbels (2014)

Robert Goebbels (* 3. April 1944 in der Stadt Luxemburg) ist ein luxemburgischer Politiker.

## Wirken
Nach seiner Ausbildung arbeitete Robert Goebbels als Journalist und war von 1972 bis 1974 Präsident der Association luxembourgeoise des journalistes  (ALJ). Von 1970 bis 1975 war er Generalsekretär der Luxemburgischen Sozialistischen Arbeiterpartei (LSAP).
Zwischen 1976 und 1984 und erneut von 2000 bis 2005 war Robert Goebbels Mitglied des Gemeinderats der Stadt Luxemburg. 1984 wurde er zum Staatssekretär für Außenbeziehungen und zum Staatssekretär für Wirtschaft und Mittelstand der Regierung von Jacques Santer ernannt. In dieser Funktion unterzeichnete er für Luxemburg das Schengener Abkommen.
Ab 1989 war er Minister für Ökonomie, Transport und öffentliche Bauten, und 1995, in der Regierung von Jean-Claude Juncker, Minister für öffentliche Bauten und Energie.
Bei der Wahl von 1999 wurde Robert Goebbels zum Deputierten in das Europäische Parlament gewählt, wo er Vizepräsident der Europäischen Sozialisten ist und sich vor allem um wirtschaftliche und Finanz-Dossiers kümmert. 2004 und 2009 wurde er jeweils für ein weiteres Mandat gewählt.
Zur Europawahl 2014 trat er nicht mehr als Kandidat an.

## EU-Abgeordneter
Von 2009 bis 2014 war Goebbels stellvertretender Vorsitzender in der Delegation für die Beziehungen zu den Ländern Südostasiens und der Vereinigung südostasiatischer Staaten.
Als Mitglied war er im Ausschuss für Industrie, Forschung und Energie und als Stellvertreter im Ausschuss für Wirtschaft und Währung, im Sonderausschuss gegen organisiertes Verbrechen, Korruption und Geldwäsche und in der Delegation in der Paritätischen Parlamentarischen Versammlung AKP-EU.

## Ehrungen
Für den Nachbau der Schlossbrücke erhielt er 1992 den Negativpreis Gellener Bagger.
Die Gemeinde Schengen hat eine Straße nach Robert Goebbels benannt (CR152 entlang der Mosel von der Moselbrücke bis zur französischen Grenze).